# Visiones amantis
Visiones amantis (Der Wolkensteiner) ist ein Oratorium von Cesar Bresgen.

## Hintergrund
Bresgen schrieb das Oratorium im Jahr 1951. Es verwendet Melodien und Texte von Oswald von Wolkenstein, um dessen Leben als „Der Wolkensteiner“ nachzuzeichnen. Halb-szenisch wurde es am 2. Juli 1952 in Salzburg aufgeführt, die szenische Uraufführung war 1971. Die Handlung spielt Anfang des 15. Jahrhunderts.
Das Spiel in sechs Bildern mit 27 Szenen, lateinisch als ein ludus tragicus bezeichnet, ist für Solostimmen, Sprecher, gemischten Chor und Orchester eingerichtet.

## Personen
| Person                           | Stimmlage        |
| -------------------------------- | ---------------- |
| Oswald von Wolkenstein           | hoher Bariton    |
| Pfeiffauf, sein Begleiter        | lyrischer Tenor  |
| Melusine                         | Alt              |
| Margarit, Königin von Aragon     | lyrischer Sopran |
| Fiónn, Königin von Irland        | Koloratur-Sopran |
| Maredlin, die Braut Wolkensteins | lyrischer Sopran |
| Sprecher                         |                  |

## Inhalt
Der Wolkensteiner liebt das Fischweib Melusine und kann sich trotz der ständig wiederkehrenden Warnungen des Chores und des Sprechers nicht aus ihrem Bann lösen. Getreu der Sage entdeckt er deren Fischnatur, jedoch flieht nicht Melusine, sondern der Wolkensteiner. In Aragon verliebt er sich in Königin Margarit. Bevor die Beziehung enger wird, schwebt ihm das Bild Melusines vor Augen, und er wird unfähig zu handeln. Von Melusine bedrängt, flüchtet er erneut quer durch den Kontinent. Nach einem Schiffbruch wird er dem Tode entrissen. Durch die Rettung kommt er an den „keltischen Hof zu Irland“, wo er neben der Königin Fiónn seinen zukünftigen Begleiter Pfeiffauf trifft. Der Wolkensteiner schildert seine Erlebnisse auf der Schwelle zwischen Hölle und Leben so anschaulich, dass sich sein Lebensabend in Form eines Bildnisses des einäugigen, gealterten Wolkensteiners ankündigt. 
Erneut verhindert eine Vision Melusines eine Liebesbeziehung mit Fiónn. Des Herumirrens müde, zieht es ihn zurück in seine Heimat, wo er Maredlin heiraten möchte, nachdem Melusine ihn von sich gewiesen hat. Sie lockt Wolkenstein jedoch von der Hochzeit fort in einen Hinterhalt. Die schon vorher erschienene Hundemeute verhindert auch ein Zusammensein dieser beiden. Melusine lässt Wolkenstein in den Kerker werfen. Die Bitte „Gott, Schöpfer, leucht mir Wolkensteiner klar!“ wird mit der Blendung Oswalds beantwortet. Sie soll offensichtlich die Einäugigkeit Oswalds zur Folge haben. Es folgt der Tod Melusines. Der Chor schließt mit „Alleluja Amen“.

## Orchester
- 2 Flöten
- 1 Oboe
- 1 Englisch Horn
- 1 Fagott
- 1 Trompete
- 1 Posaune
- 3 Spieler: Glocken, Pauken, Xylophon, Große Trommel, Kleine Trommel, Bongos, Tamtam
- 2 Spieler: Harfe, Cembalo, Klavier
- Violine
- 2 Violen
- Violoncello
- Kontrabass

## Sprache
Das Mittelhochdeutsche der Originaltexte hat Bresgen zum besseren Verständnis dem Neuhochdeutschen angepasst. Umgekehrt glich er seine eigenen Einschübe dem Mittelhochdeutschen an.

## Musik
Originalmelodien von Oswald von Wolkenstein konnte Bresgen nur verwenden, wenn er längere Textausschnitte benutzt hat. Nur so konnten sie auch als musikalisches Zitat erkannt werden.

## Rezeption
Bresgen selbst sah sein Werk rückblickend als erfolgreich an: „Meine damalige Arbeit sehe ich als den immerhin gelungenen Versuch, die Gestalt Oswalds von Wolkenstein anhand seiner Texte und Melodien einem damals noch völlig ahnungslosen Publikum nähergebracht zu haben.“